# 野村宗芳
野村 宗芳（のむら むねよし、1959年4月11日 - ）は、日本の実業家。セプテーニ・ホールディングス代表取締役社長や、同社取締役副会長を務めた。

## 人物・経歴
鹿児島県生まれ。小学校4年から宮崎県日向市に移り、1978年日向学院高等学校卒業。1980年大原簿記専門学校卒業、共栄電子入社。1993年グロリヤ電子工業入社。1995年インテグレーテッド・マーケティング・コミュニケーションズ入社。
1998年サブ・アンド・リミナル（のちのセプテーニ・ホールディングス）入社。1999年取締役管理本部長に昇格。2000年常務取締役管理本部長。2002年CFO専務取締役管理本部長。2004年CFO代表取締役社長。2009年取締役副会長。2015年監査役。